# Stanley Cavell

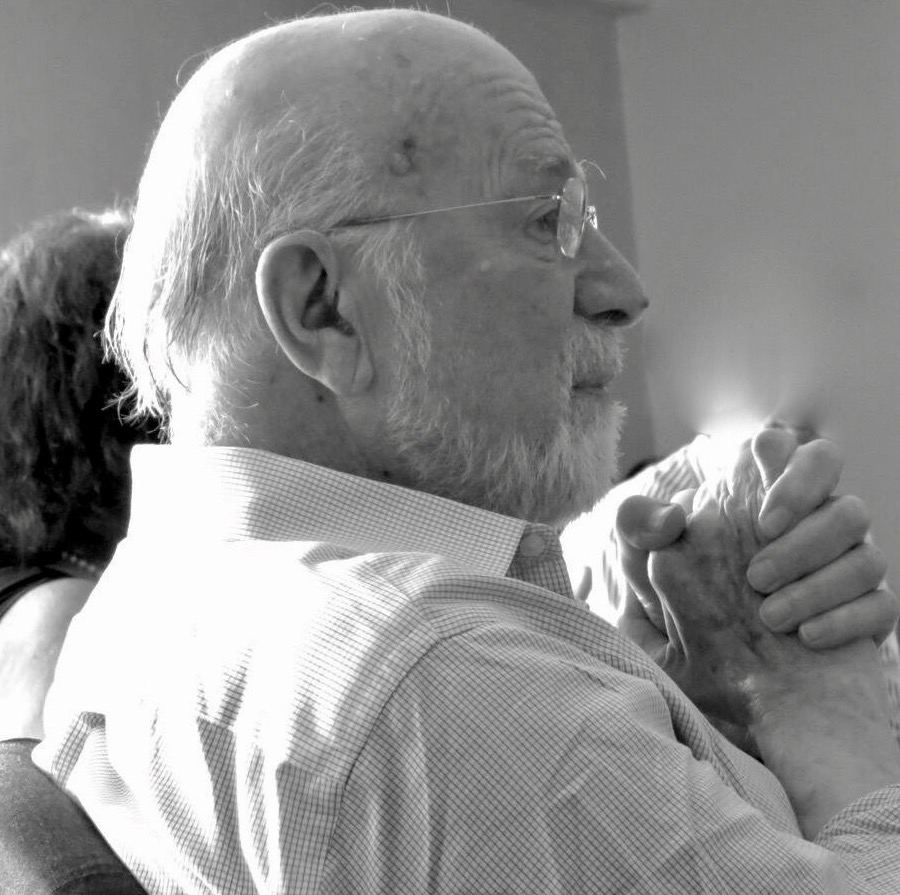
Stanley Cavell fotografato a Parigi nel 2015

Stanley Cavell (Atlanta, 1º settembre 1926 – Boston, 19 giugno 2018) è stato un filosofo statunitense.

## Biografia
Per molti anni è stato insegnante alla Harvard University. Lì, nel 1954 – 55, conosce John Langshaw Austin le cui idee sul linguaggio ordinario operano una rivoluzione nel suo pensiero. Inoltre fu Austin stesso a indirizzare Cavell alla lettura di Ludwig Wittgenstein, un altro autore che lo influenzerà profondamente e sarà il soggetto del suo testo più esteso e completo: The Claim of Reason (uscito in traduzione italiana privo della terza parte, che tratta di etica, e col titolo "La Riscoperta dell'Ordinario").
Per quanto si sia formato all'interno della tradizione di filosofia analitica americana, il suo pensiero muove verso una lettura (o 'superamento della repressione') della corrente preanalitica di Emerson e Thoreau, da lui considerati "le menti filosofiche più sottovalutate che l'America abbia mai prodotto". Contemporaneamente a questo recupero, che lo ha visto agire quasi in solitudine a Harvard per vari anni, si avvicina molto alla tradizione continentale dedicandosi alla rilettura, fra gli altri, di Nietzsche e Heidegger, e promuovendo uno scambio tra questi due grandi filoni della filosofia occidentale.
Alcune delle tematiche da lui affrontate sono: lo scetticismo, la cultura americana, la letteratura e il cinema. Egli è stato probabilmente il primo ad aver affrontato seriamente il tema dei rapporti tra cinema e filosofia. 
L'opera di Cavell Alla Ricerca della Felicità: la commedia Hollywoodiana del rimatrimonio è citata e interpretata nei Cahiers du cinéma in un articolo di Alice Leroy incentrato sul Gaslighting. Nel libro, che in francese è tradotto La protestation des larmes (1990), l'autore affronta il destino di quattro eroine dei melodrammi hollywoodiani  degli anni 1930 e 1940, private di voce in capitolo letteralmente o simbolicamente, che si mettono alla ricerca della propria storia o più esattamente di un'agnizione che non veniva trovata nell'esperienza del matrimonio. Le quattro eroine che Cavell individua sono le protagoniste di Amore sublime, Perdutamente tua, Lettera da una sconosciuta e 
Angoscia .
Ha scritto a proposito di William Shakespeare, di Ludwig Wittgenstein, di Martin Heidegger, delle commedie hollywoodiane degli anni '30, dei trascendentalisti americani Thoreau ed Emerson, e di vari autori di letteratura e filosofia.

## Opere tradotte in lingua italiana
- La Riscoperta dell'Ordinario: la filosofia, lo scetticismo, il tragico (titolo originale: The Claim of Reason)
- Il Ripudio del Sapere: lo scetticismo nel teatro di Shakespeare (titolo originale: Disowning Knowledge)
- Alla Ricerca della Felicità: la commedia Hollywoodiana del rimatrimonio (titolo originale: Pursuits of Happiness)
- I problemi estetici della filosofia moderna in Che cosa è arte, Simona Chiodo (a cura di) [titolo originale: Aesthetic Problems of Modern Philosophy, in M.Black (a cura di), Philosophy in America]
- Emerson, Coleridge, Kant, in G. Borradori (a cura di), Il pensiero postfilosofico. Percorsi e figure della nuova teoresi americana con un'antologia di testi inediti in Italia, Jaca Book, Milano 1988, pp. 209-236.
- Condizioni Ammirevoli e Avvilenti. La Costituzione del Perfezionismo Emersoniano (titolo originale: Conditions handosme and unhandsome. The constitution of Emersonian Perfectionism), Armando Editore, 2014, Matteo Falomi (a cura di)

## Opere in lingua italiana che si occupano di Cavell
- Ralph Waldo Emerson, 2004, di B. Soressi.
- Marco Giosi, Stanley Cavell: un percorso «dall'epistemologia al romanzo», Firenze University Press, 2008, ISBN 978-88-8453-795-9 eISBN 978-88-8453-796-6

## Opere principali in lingua inglese
- Must We Mean What We Say? (1969)
- The World Viewed: Reflections on the Ontology of Film (1971)
- The Senses of Walden (1972)
- The Claim of Reason: Wittgenstein, Skepticism, Morality, and Tragedy (1979)
- Pursuits of Happiness: The Hollywood Comedy of Remarriage (1981)
- Themes Out of School: Effects and Causes (1984)
- Disowning Knowledge: In Six Plays of Shakespeare (1987)
- In Quest of the Ordinary: Lines of Scepticism and Romanticism (1988)
- This New Yet Unapproachable America: Lectures after Emerson after Wittgenstein (1988)
- Conditions Handsome and Unhandsome: The Constitution of Emersonian Perfectionism (1990)
- A Pitch of Philosophy: Autobiographical Exercises (1994)
- Philosophical Passages: Wittgenstein, Emerson, Austin, Derrida (1995)
- Contesting Tears: The Melodrama of the Unknown Woman (1996)
- Emerson's Transcendental Etudes (2003)
- Cities of Words: Pedagogical Letters on a Register of the Moral Life (2004)
- Philosophy the Day after Tomorrow (2005)
- Little Did I Know: Excerpts from Memory (2010)